# 李俊龙

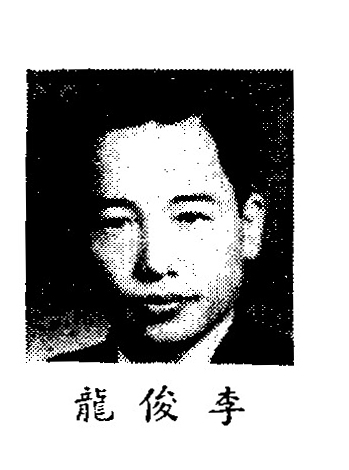

李俊龙（1907年2月18日—1979年12月11日），湖南湘乡人，中华人民共和国政治人物。

## 生平
1922年入长沙兑泽中学。国共合作失败后，到徐州战地政务委员会任职。济南五三惨案发生后，随该会转到北平，不久参加改组同志会，任北平特别市七区党务指导委员会常务委员。1930年8月，在北平参加改组派首领汪精卫主持召开的中国国民党中央党部扩大会议，会后被任命为扩大会议常务委员会秘书。9月，奉军入关表示支持蒋介石，随扩大会议移至太原，任汪精卫主持的约法起草委员会秘书。1931年5月，以扩大会议天津执行部代表身分参加反蒋派在广州召开的国民党中央执监委员会非常会议，于上海和平统一会议后赴南京，任国民党中央组织委员会编审科科长。1932年12月，赴美国，任国民政府驻纽约总领事馆随习领事，同时在哥伦比亚大学读书。曾参与发起组织中国学生抗日救国会，邀请陶行知、邹韬奋等报告国内情况。
1938年5月，离开美国经欧洲回国，任第三战区政治部三组组长，负责文化宣传工作，并创办《前线日报》，兼任社长。后兼任三民主义青年团第三战区支团部干事。1939年秋赴重庆，任国民党中央社会部社会运动指导处处长。后来社会部改隶国民政府行政院，改任该部参事。1941年9月，任三民主义青年团社会服务处副处长。1943年2月，任军事委员会政治部第三厅厅长，宣传“青年从军运动”，并出版《新中国》月刊和《前线》周刊。1946年政治部结束后，改任三民主义青年团中央团部第三处处长，主管宣传。同年8月，参加庐山三青团第二次全国代表大会。1947年秋，三青团与8月，参加庐山三青团第二次全国代表大会。1947年秋，三青团与国民党合并后，任国民党中央执行委员兼中央宣传部副部长。1949年2月，国民政府迁往广州，拒绝赴穗，回湖南暂避。3月间，致电张治中力主与中国共产党和平谈判，旋接张治中复电促往南京就任国民政府和平谈判代表团顾问。4月1日，随国民政府和谈代表团飞抵北平，参与谈判。当国民政府拒绝接受中国共产党提出的《国内和平协定》以后，毅然与国民政府脱离关系，留平不返。
中华人民共和国成立后，任政务院参事。同年11月，出席中国国民党民主派第二次代表会议，当选为中国国民党革命委员会第二届中央委员。1954年后历任第二、三、四、五届全国政协委员，中国国民党革命委员会第三届中央常务委员、第四届中央委员、第五届中央常务委员。1979年12月11日，李俊龙在北京逝世。